# Tricase Calcio 1996-1997
Questa voce raccoglie le informazioni riguardanti il Tricase Calcio nelle competizioni ufficiali della stagione 1996-1997.

## Risultati

### Campionato Nazionale Dilettanti

#### Poule Scudetto
| Arbitro: | Nigro (Torre del Greco) |

|                |           |  |
| Fiore 76’, 90’ | Marcatori |  |

| Arbitro: | Lambertini (Bologna) |

|                                          |           |                |
| Carnevale 54’ Orlandi 56’ Donnarumma 87’ | Marcatori | 61’ Oppedisano |